# A1 (musikgrupp)
a1 (även A1) är ett pojkband bestående av Mark Read, Paul Marazzi och Ben Adams från Storbritannien och Christian Ingebrigtsen från Norge. Bandet var aktivt från 1999 till 2002 och från 2009 till idag.
Gruppens första singel, "Be the First to Believe", släpptes 1999. Den kom sexa på topplistorna i Storbritannien. Deras mest populära och mest kända sånger var a-ha-covern "Take on Me" som erövrade förstaplatsen och "Caught in the Middle" som kom tvåa. Andra låtar var "Same Old Brand New You" som också kom etta och "Everytime" som kom trea. 
Deras manager var Tim Byrne som också bildade bandet Steps. År 2001 turnerade bandet i Asien. Deras video till låten "No More" filmades i Singapore. Deras tredje album "Make It Good" lät nästan som traditionell rock. Det var deras sista album. Den 8 oktober 2002 splittrades bandet. Paul Marazzi lämnade gruppen av personliga skäl och då bestämde de sig för att lägga av med bandet. Ingebrigtsen släppte egna singlar och blev känd i Norge. Ben Adams släppte singeln "Sorry" 2005, den kom på 18:e plats i listorna. Read skriver låtar åt andra artister. År 2004 kom "Best of A1"-albumet ut.
A1 deltog i Norska Melodi Grand Prix 2010 med låten "Don't Wanna Lose You Again" och slutade som tvåa

## Diskografi
Studioalbum
- 1999 – Here We Come
- 2000 – The A List
- 2002 – Make It Good
- 2010 – Waiting For Daylight
- 2012 – Rediscovered

Samlingsalbum
- 2004 – The Best of A1
- 2009 – Greatest Hits

Singlar (topp 100 på UK Singles Chart)
- 1999 – "Be the First to Believe" (#6)
- 1999 – "Summertime of Our Lives" (#5)
- 1999 – "Everytime" / "Ready or Not" (#3)
- 2000 – "Like a Rose" (#6)
- 2000 – "Take on Me" (#1)
- 2000 – "Same Old Brand New You" (#1)
- 2001 – "No More" (#6)
- 2002 – "Caught in the Middle" (#2)
- 2002 – "Make It Good" (#11)